# Anthony Christiaan Winand Staring
Anthony Christiaan Winand Staring (Gendringen, 24 gennaio 1767 – Vorden, 18 agosto 1840) è stato un poeta olandese.

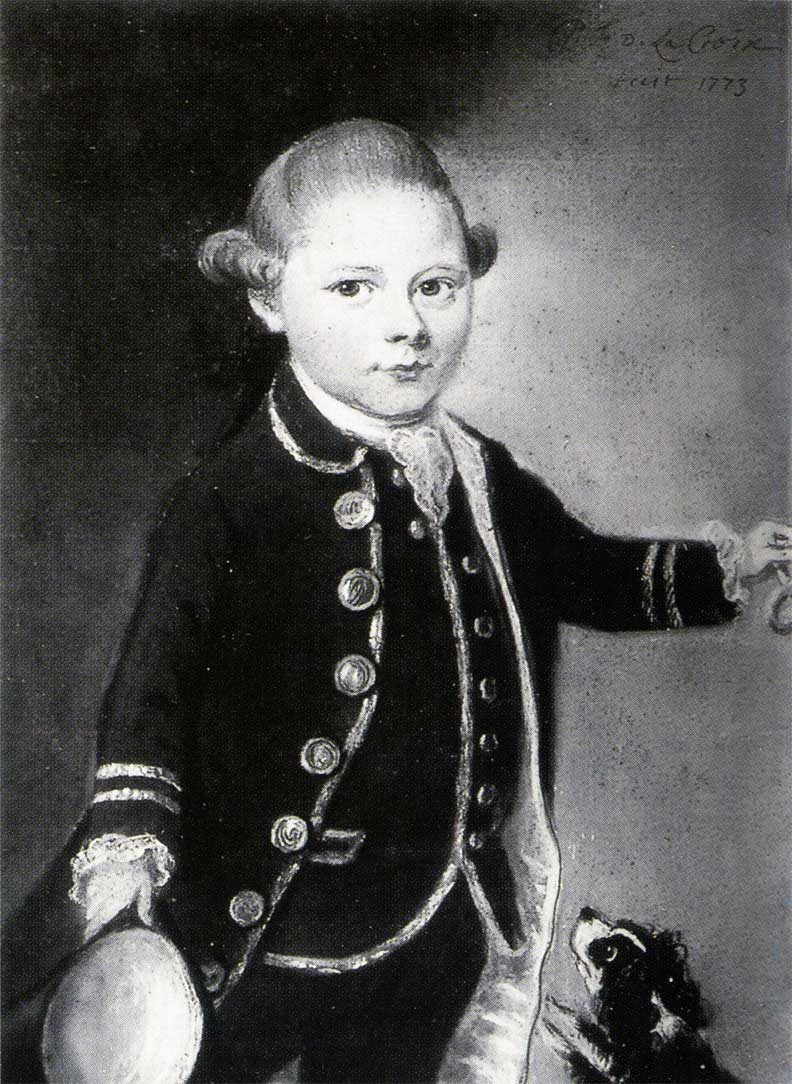
Anthony Christiaan Winand Staring, ritratto all'età di sei anni (1773) da Pieter Frederik de la Croix

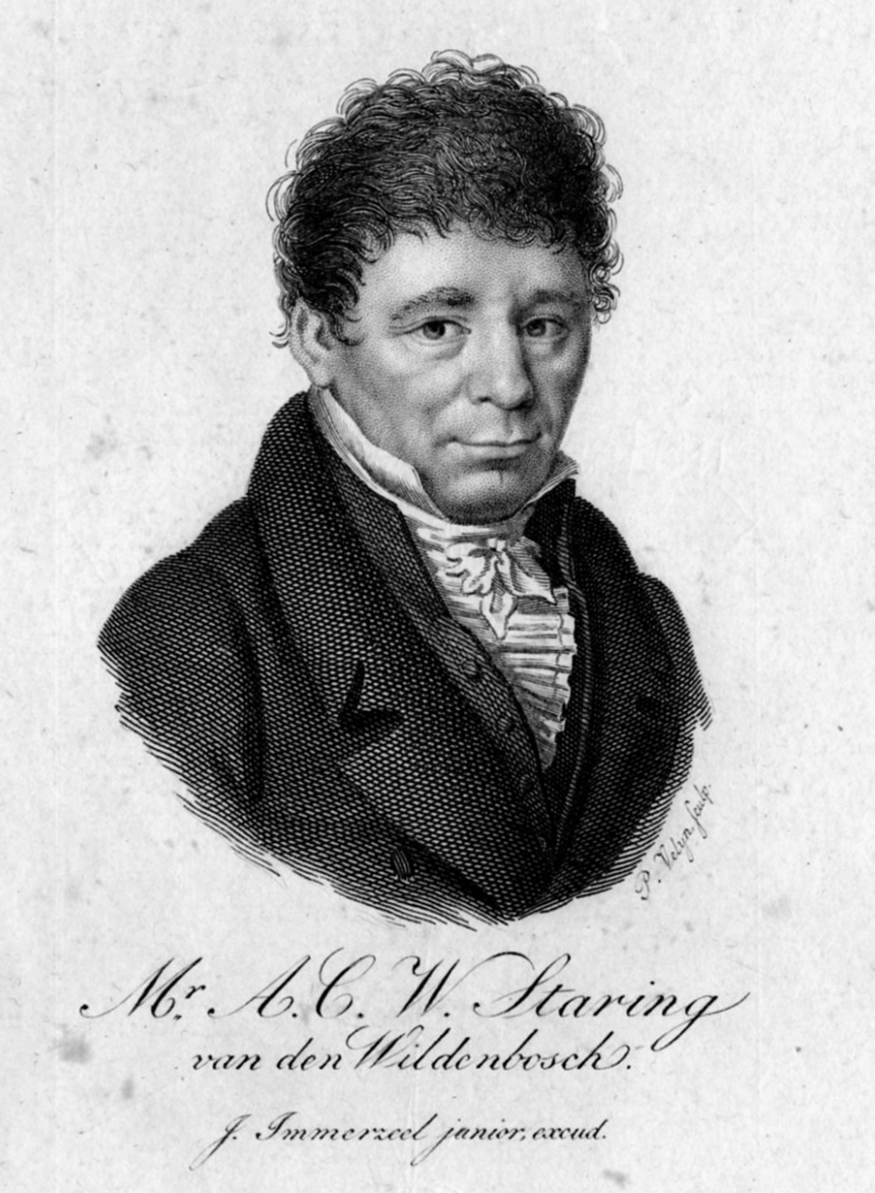
Stampa di Staring

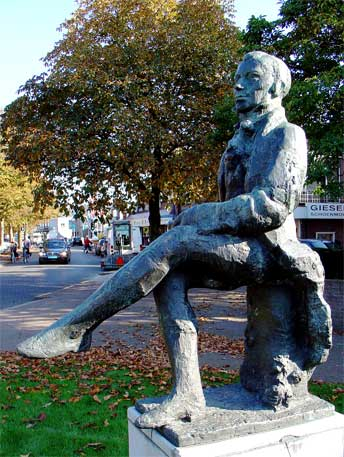
Statua di Staring a Vorden

Staring era un poeta profondamente romantico, sia per i temi che affrontava (leggende, descrizioni della natura) sia per il modo in cui scriveva (sentimentale e umoristico). Staring eccelleva nell'arte del racconto poetico, come dimostra il suo Jaromir-cyclus; ma diventò famoso anche con Marco e De hoofdige boer. 

## Vita
Staring era nato a Gendringen ma trascorse gli anni giovanili in campagna, nel villaggio sud-olandese di Gouderak e a Gouda.  Suo padre era al servizio della Compagnia Olandese delle Indie Orientali e fu inviato al Capo di Buona Speranza. Stering aveva sei anni e fu allevato dallo zio, il vedoco Jacob Gerard Staringh, che era predicatore a Gouderak. Studiò dal 1773 al 1776 nella scuola francese del maestro Willem Muys, dal 1776 al 1782 ricevette un'istruzione secondaria di tipo classico a Gouda, poi compì gli studi universitari a Harderwijk e Groninga per prepararsi ad amministrare la sua tenuta De Wildenborch, dove si stabilì definitivamente nel 1791. Il modo in cui gestiva la tenuta era molto particolare per quell'epoca: il "campagnolo" Staring aveva occhio per la natura, ma anche per i bisogni dell'umanità, perciò fece costruire nella tenuta una scuola per i figli dei contadini e dei braccianti.